# Willie Bain

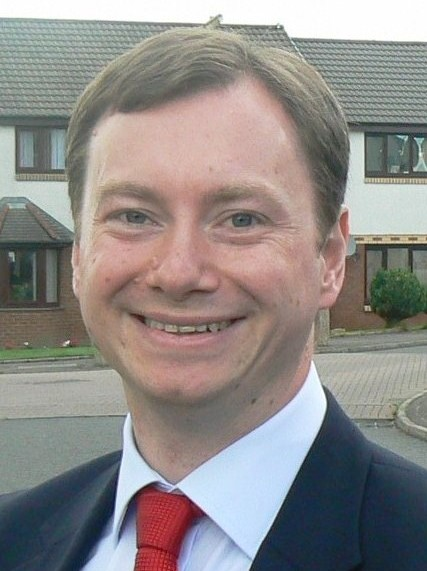
Willie Bain

William „Willie“ Thomas Bain (* 29. November 1972) ist ein schottischer Politiker der Labour Party.

## Leben
Bain wurde im Stobhill Hospital im Glasgower Stadtteil Springburn geboren. Er wuchs in dem Stadtteil auf und besuchte dort die St. Roch’s Secondary School. An der Universität von Strathclyde erwarb er 1995 einen Bachelorabschluss in Rechtswissenschaften. Im Folgejahr erhielt er seine Zulassung als Anwalt und schloss 2004 als Master ab. Bain war als Dozent an der Universität von Strathclyde tätig und beschäftigte sich mit Forschungsgebieten zur Unabhängigkeit Schottlands.
Bain ist Mitglied der Gewerkschaft Unite the Union, der Labour-nahen politischen Organisation Progress, der Fabian Society sowie von Amnesty International.

## Politischer Werdegang
Bain war ab 1999 Sekretär des Labour-Büros in seinem Heimatwahlkreis Glasgow Springburn beziehungsweise ab 2005 des Nachfolgewahlkreises Glasgow North East. Nachdem sein Parteikollege und Speaker des britischen Unterhauses Michael Martin, welcher das Mandat des Wahlkreises Glasgow North East innehatte, zurücktrat, wurden in diesem Wahlkreis 2009 Nachwahlen vonnöten. Zu diesen stellte die Labour Party Bain auf. Mit einem Stimmenanteil von 59,4 % erhielt er am Wahltag die meisten Stimmen und zog in der Folge erstmals in das House of Commons ein. Dort war er Mitglied des gemeinsamen Ausschusses Tax Law Rewrite Bills.
Bei den regulären Unterhauswahlen 2010 konnte Bain seinen Stimmenanteil auf 68,4 % ausbauen und verteidigte damit sein Mandat. Im Laufe der Wahlperiode war Bain im Schattenkabinett der Labour Party sukzessive als Staatssekretär für Schottland sowie für Verkehr und für Umwelt, Nahrungsmittel und ländliche Angelegenheiten vorgesehen. Ab November 2013 war er Mitglied des Business, Innovation and Skills Committee. Mit den massiven Stimmgewinnen der SNP bei den Unterhauswahlen 2015 verlor Bain sein Mandat und schied aus dem britischen Unterhaus aus.